# Crucella hystrix
Crucella hystrix is een zeekomkommer uit de familie Paracucumidae.
De wetenschappelijke naam van de soort werd in 1990 gepubliceerd door J. Gutt.